# Előd Novák
Dans le nom hongrois Novák Előd, le nom de famille précède le prénom, mais cet article utilise l’ordre habituel en français Előd Novák, où le prénom précède le nom.
Előd Novák, né le 25 avril 1980 à Budapest, est une personnalité politique hongroise. Élu député en 2014 à l'Assemblée hongroise sur la liste nationale du Jobbik, il a été écarté du parti et de son mandat par Gábor Vona en 2016.